# Дарко Лазић (фудбалер)
Дарко Лазић (Смедеревска Паланка, 19. јул 1994) српски је фудбалер. Игра на позицији одбрамбеног играча.

## Каријера
Лазић је прошао млађе категорије Црвене звезде. Деби у сениорском фудбалу имао је у екипи Сопота, за коју је наступио 11 пута током сезоне 2012/13. у Српској лиги Београд. У завршници ове сезоне прикључен је првом тиму Црвене звезде, код тренера Рикарда Са Пинта. Свој дебитантски наступ у првом тиму Црвене звезде, Лазић је забележио 26. маја 2013. године, на затварању такмичарске 2012/13. у Суперлиги Србије. Он је на терену провео свих 90. минута сусрета са екипом Војводине на Стадиону Карађорђе у Новом Саду. Током јесењег дела сезоне 2013/14, код тренера Славише Стојановића, Лазић је наступио на све четири европске утакмице као стартер (двомечи са Вестманејом и Черноморецом), док је у Суперлиги одиграо девет утакмица. У јануару 2014. прослеђен је на позајмицу у суботички Спартак до краја такмичарске 2013/14. Током лета 2014. вратио се у Црвену звезду, коју је преузео Ненад Лалатовић. Забележио је 21 првенствени наступ током сезоне 2014/15.
У јуну 2015. потписао је за Анжи из Махачкале, две године касније се преселио у Турску, где је играо за Алању, а као позајмљен играч је током 2018. године наступао за Денизлиспор. 
У јануару 2019. потписао је уговор са Сарајевом. У сезони 2018/19. са екипом Сарајева је освојио дуплу круну, иначе прву у историји клуба. У наредној 2019/20. сезони, која је прекинута због пандемије корона вируса, Лазић је са клубом освојио још једну титулу првака Босне и Херцеговине. Након завршетка ове сезоне му је истекао уговор, па је напустио клуб. У октобру 2020. је као слободан играч приступио Радничком из Ниша. Наступио је на само три утакмице за Раднички, након чега је по окончању првог дела такмичарске 2020/21. напустио клуб. Након пола године без клупског ангажмана, Лазић се у јуну 2021. вратио у ФК Сарајево. Годину дана касније потписао је за бањалучки Борац. Први део такмичарске 2024/25. провео је у Северној Македонији да би у јануару 2025. потписао за прволигаша Графичар.

## Трофеји

### Сарајево
- Првенство Босне и Херцеговине (2): 2018/19, 2019/20.
- Куп Босне и Херцеговине (1): 2018/19.